# Argenna subnigra
Argenna subnigra là một loài nhện trong họ Dictynidae. Chúng được Octavius Pickard-Cambridge miêu tả năm 1861.